# Werner Titel

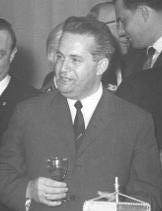
Werner Titel im Jahr 1968

Werner Titel (* 2. Mai 1931 in Arnswalde, Hinterpommern; † 25. Dezember 1971 in Ost-Berlin) war ein deutscher Politiker (DBD). Er war inoffizieller Mitarbeiter der DDR-Staatssicherheit.

## Leben
Der Sohn eines Arbeiters besuchte die Grund- und Oberschule. Nach der Zwangsumsiedlung in die Sowjetische Besatzungszone absolvierte Titel von 1946 bis 1950 eine landwirtschaftliche Lehre und besuchte die Landwirtschaftsschule in Zossen. Er wurde 1949 Mitglied des FDGB und der FDJ. Bis 1950 arbeitete er als Landarbeiter und bis 1951 als landwirtschaftlicher Versuchstechniker in Frankfurt (Oder). Im Jahr 1950 trat er der Demokratischen Bauernpartei Deutschlands (DBD) bei, war 1951 bis 1953 Funktionär im DBD-Landesverband Brandenburg und von 1953 bis 1955 Mitglied des Zentralrates der FDJ. Als Inoffizieller Mitarbeiter (IM) „Lehmann“ berichtete er der Stasi über die Bauernpartei.
Von 1956 bis 1961 absolvierte er ein Fernstudium am Institut für Agrarökonomie in Bernburg (Saale) mit dem Abschluss als Diplomagrarökonom und wurde 1965 an der Humboldt-Universität Berlin zum Dr. rer. oec. promoviert. Im Mai 1963 wurde er auf dem VII. Parteitag der DBD zum Mitglied des Präsidiums des DBD-Parteivorstandes gewählt. Von 1963 bis 1966 war er Vorsitzender des DBD-Bezirksverbandes Frankfurt (Oder), Mitglied des Bezirkslandwirtschaftsrates und Bezirkstagsabgeordneter und in den Jahren 1966 und 1967 Mitglied des Rates des Bezirkes. Von 1966 bis 1967 fungierte er als Sekretär des Parteivorstandes der DBD.
Ab 1967 war er Abgeordneter der Volkskammer und stellvertretender Vorsitzender des Ministerrates. Zwischen Oktober 1967 und September 1968 leitete er eine Arbeitsgruppe von 21 Forschern, die eine 118-seitige wissenschaftliche Analyse zur Umweltgefährdung in der DDR im Rahmen der „Prognose über die planmäßige Entwicklung der sozialistischen Landeskultur“ vorlegte.  Die DDR baute ihn daran anschließend als Experten für Umweltpolitik auf.
Als er 1971 zum ersten Minister für Umweltschutz und Wasserwirtschaft ernannt werden sollte, fand die Stasi in der Ernennungsphase heraus, dass Titel in seinen Personalunterlagen verheimlicht hatte, dass sein Vater 1948 als vormaliger SS-Offizier wegen Verbrechen gegen die Menschlichkeit zum Tode verurteilt worden war. Als die Stasi die Leitung der Bauernpartei (DBD) daraufhin aufforderte, personelle Konsequenzen zu ziehen, starb Titel plötzlich unter nicht geklärten Umständen im Alter von 40 Jahren. Laut dem Historiker Tobias Huff, der 2015 eine Umweltgeschichte der DDR veröffentlichte, verstarb Titel hingegen an einer seltenen Herzkrankheit. Er wurde auf dem Zentralfriedhof Berlin-Friedrichsfelde beigesetzt.